# Leptohoplia carlsoni
Leptohoplia carlsoni är en skalbaggsart som beskrevs av Hardy 1976. Leptohoplia carlsoni ingår i släktet Leptohoplia och familjen Rutelidae. Inga underarter finns listade i Catalogue of Life.